# 鈴木俊平
鈴木 俊平（すずき しゅんぺい、1927年5月7日 - 2006年6月9日）は、日本の小説家。

## 略歴
茨城県、現在の北茨城市平潟出身。本名・鈴木俊一。作家の星新一は母の従兄弟（星新一の父・星一は祖母の兄）。祖父の代に旅館業のかたわら始めた酒造業「住の友酒造」(1909年創業)を継ぐため、一度は広島工業専門学校発酵工学科に進み招徳酒造 (伏見) の子息と同期になる。だが小説の志を貫こうと早稲田大学文学部に入学、同学卒業。生家は弟の禎が継ぐ。
少年時代から同人誌活動を続け、1957年『発酵』を自費出版した。1982年、結核性腸腫瘤にかかったが、一命をとりとめた。1984年、茨城県五浦海岸の風船爆弾の大津基地の跡地に記念碑「わすれじ平和の碑」を建てた。

## 著書
- 『醗酵』講談社、1959年。
- 『青い夢がいっぱい』土居淳男 (絵)、偕成社〈少女小説シリーズ〉、1971年。
- 『徳川家康』集英社〈母と子の世界の伝記 〉、1973年。
- 『うしわかまる』木村光雄 (絵)、朝日ソノラマ〈日本名作ものがたり〉、1977年。
- 『風船爆弾』新潮社、1980年[5][6]
  - 新潮文庫 (1984年)、のち『風船爆弾 : 最後の決戦兵器』光人社〈光人社NF文庫〉(2001年) に改題。
- 講談社〈火の鳥伝記文庫〉
  - 『織田信長 戦国の風雲児』、1983年。
  - 『上杉謙信 川中島の決戦』、1986年。
  - 『春日局 三代将軍家光の乳母』、1988年。
  - 『徳川光圀(水戸黄門) 天下の副将軍』、1990年。
  - 『大隈重信 学の独立・早稲田大学創立者』、1991年。
- 『文学的グリンプス、1983-1986』審美社、1987年。
- 『病いとともに流転楽天』新潮社、1991年[7]。
- 『天狗彷徨 徳川慶喜と水戸天狗党』文藝春秋、1997年。

### 編纂
- 鈴木翠村『翠村記』青河書房、1980年。
- 『北溟の記 : 北千島薄井部隊の記録』青河書房、1984年。

### 短編・寄稿
短編
- 「水泳日本軍を観る」『行動』第3年(8)、45-49頁、紀伊国屋出版部、1935年。doi:10.11501/1539201
- 「宮崎畝傍大駅伝の側面観」『陸上競技』第13巻第11号、31-36頁、一成社、1940年。doi:10.11501/1526218
- 「バスケットは飛躍の年」『なんでもわかるスポーツ百科. 67年版 評論・随筆篇』、日本スポーツ評論家協会 (編)、64-66頁、洋々社、1967年。
- 「早い結婚」『現代作家掌編小説集』朝日ソノラマ、1974年。

寄稿
- 小学館の学習雑誌
  - 『高校進学』「社会科参考 フランス革命悲話 王妃マリーアントワネットの最期」doi:10.11501/1803666ほか。(1961年-1962年)。
  - 『中学生の友』「世界名作 ひきさかれた友情《ヘッセ原作》」池田かずお、1962年。doi:10.11501/1745701ほか。
  - 『小学』〈六年生〉「ホビータウン・小六オーディオ班」1979年、doi:10.11501/1788402ほか。
- 講談社『婦人倶楽部』(1960年-1963年)
  - 「渡辺晋･美佐夫妻の愛と生活」doi:10.11501/2210452ほか。
- 「書いて編集して」『現代の眼』第8巻第5号、108頁-、現代評論社、1967年。doi:10.11501/1771646
- 「夢の安楽死病院」『新潮45』1990年。doi:10.11501/3374729ほか。

書評
- 『ジュニア文芸』「ブックガイド」1970年。doi:10.11501/1761045ほか。
- 「小説 冬の挽歌 薬師寺章明の暗い町」『文学と教育』第13号、46-55頁、文学と教育の会、1987年。doi:10.11501/7954850

### 翻訳
- ジャック・ロンドン『野性のさけび』横内襄 (絵)、集英社〈母と子の名作文学 ; 47〉、1973年。全国書誌番号:45009435
- ナサニエル・ホーソーン『ワンダー・ブック』木村光雄 (絵)、朝日ソノラマ〈世界名作ものがたり〉、1977年。全国書誌番号:77035210